# NameExoWorlds

logo da IAU

NameExoWorlds (também conhecido como IAU NameExoWorlds) são vários projetos gerenciados pela União Astronômica Internacional (IAU) para encorajar nomes a serem submetidos para objetos astronômicos, que mais tarde seriam considerados para adoção oficial pela organização. O primeiro projeto desse tipo (NameExoWorlds I), em 2015, tratou principalmente de nomeação de estrelas. Em junho de 2019, outro projeto semelhante (NameExoWorlds II), em comemoração ao centésimo aniversário da organização, em um projeto oficialmente denominado IAU100 NameExoWorlds, deu as boas-vindas a países do mundo, para enviar nomes para exoplanetas e suas estrelas hospedeiras.

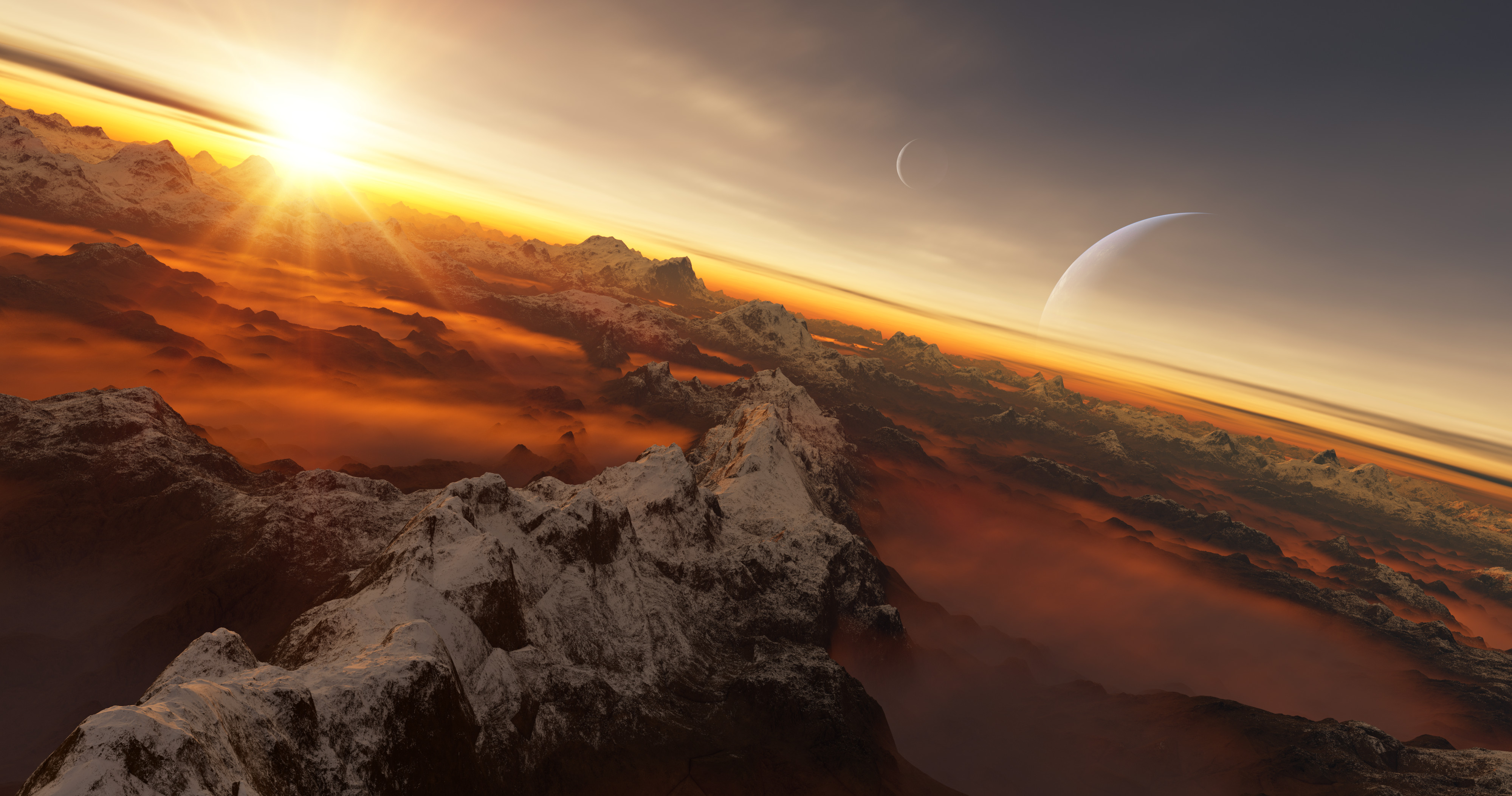
União Astronômica Internacional (IAU) - Projeto NameExoWorlds